# یاپاغی‌لی (دینار)
یاپاغی‌لی (به ترکی استانبولی: Yapağılı) یک منطقهٔ مسکونی در ترکیه است که در دینار (شهر) واقع شده‌است.